# Vivian Ray
Vivian Ray fue una actriz cinematográfica argentina.

## Carrera
Ray fue una joven actriz de reparto que se lució esporádicamente durante la época dorada del cine argentino, sobre todo en la década de 1950. Se destacó junto a ilustres figuras de la escena nacional como Pedro López Lagar, Olga Zubarry, Roberto Escalada, Claudio Rodríguez Leiva, Fernando Cortés, Nelly Panizza, Mona Maris, Benito Cibrián, Roberto Airaldi, Vicente Padula y Fernando Lamas
Debutó en 1948 en el film Hoy cumple años mamá en el rol de una de las hijas de Olinda Bozán, junto a la actrices Diana Belmont, Inda Ledesma y Diana Varell.
En 1950 tuvo la oportunidad de viajar a Hollywood, Estados Unidos, donde actuó en el film The Avengers (Los vengadores).

## Filmografía
- 1948: Hoy cumple años mamá
- 1950: Don Fulgencio (El hombre que no tuvo infancia)
- 1950: La barca sin pescador
- 1950: Los vengadores
- 1951: La comedia inmortal
- 1951: Sangre negra
- 1953: Asunto terminado
- 1954: Sucedió en Buenos Aires.[3]